# Thimphu City FC
Der Thimphu City FC ist ein bhutanischer Fußballverein mit Sitz in Thimphu, der Hauptstadt des Landes. Der Klub gilt als formeller Nachfolger des Zimdra FC, die Mannschaft gewann in der Saison 2016 erstmals die nationale Meisterschaft.

## Geschichte

### Männer
Der Klub wurde im Jahr 2012 als formeller Nachfolger des Zimdra FC gegründet. Dieser schloss bereits in der Saison 2011 als zweiter hinter dem Yeedzin FC ab. Durch den zweiten Platz in der A-Division, gelang die Qualifikation für die neu eingeführte National League. Relativ abgeschlagen platzierte sich die Mannschaft hier am Ende der Spielzeit jedoch auch nur mit 16 Punkten auf dem vierten Platz.
Ab der Saison 2013 hieß der Klub dann Thimphu City und qualifizierte sich erneut als Zweiter der A-Division für die National League. Diesmal langte es mit 18 Punkten zumindest für den dritten Platz. Auch war das Leistungsgefälle mit einem Abstand von drei Punkten zum Meister in dieser Spielzeit nicht so groß. Die gleichen Positionen nahm die Mannschaft dann quasi auch in den Spielzeiten 2014 und 2015 ein. Die bislang beste Saison in der Klubgeschichte war dann das Jahr 2016, erst konnte mit 33 Punkten relativ locker der erste Platz in der mittlerweile neu eingeführten regionalen Spielklasse Thimphu League erreicht werden. Später gelang dann noch in der National League mit 22 Punkten die bhutanische Meisterschaft.
Als Meister stieg die Mannschaft in die erste Qualifikationsrunde zum AFC Cup 2017 ein. Dort traf der Klub auf den Club Valencia von den Malediven. Im Hinspiel konnte noch ein 0:0 erreicht werden, im Rückspiel setzte es dann jedoch eine 0:3-Niederlage, womit die Mannschaft nach einem Spiel aus dem Wettbewerb ausschied. In der Folgesaison reichte es dann mit 23 Punkten nur noch für den zweiten Platz. In der Saison 2018 und der Saison 2019 reichte es dann nur noch für den dritten Platz.

### Frauen
Seit der ersten Saison der Bhutan Women’s Football League im Jahr 2016 nimmt auch eine Frauen-Mannschaft am Spielbetrieb teil. In der ersten Saison wurde die Mannschaft sogar gleich Meister.

## Bekannte Spieler
- Passang Tshering (* 1976)

## Erfolge

### Herren
- Meister der Thimphu League: 2
  - 2016, 2017
- Meister der Bhutan National League: 1
  - 2016, 2020
- Meister der National Futsal – Minifootball League: 2
  - 2016, 2018

### Frauen
- Meister der Women’s Football League
  - 2016